# Kościół św. Andrzeja Apostoła w Witowie
Kościół świętego Andrzeja Apostoła w Witowie – rzymskokatolicki kościół parafialny należący do parafii pod tym samym wezwaniem (dekanat piotrkowski diecezji włocławskiej).
Obecna świątynia została wzniesiona w stylu neogotyckim. Kościół został zbudowany w latach 1899–1903 według projektu architekta Konstantego Wojciechowskiego, dzięki datkom i pracy wiernych pod przewodnictwem ówczesnego proboszcza księdza Jana Szafrańskiego. Świątynia została konsekrowana w dniu 19 czerwca 1904 roku przez biskupa Stanisława Zdzitowieckiego.
W latach 1953–1954 dzięki staraniom księdza Kazimierza Szałkowskiego (proboszcz urzędujący w latach 1952–1975) kościół został gruntownie wyremontowany i wymalowany. W latach 1982–1984 dzięki staraniom proboszcza księdza Stanisława Grzybowskiego zamontowane zostały witraże, natomiast w 1986 roku świątynia została pokryta blachą miedzianą. W 1997 roku zostały odnowione: polichromia i ołtarze w kościele. W 2004 roku parafia w Witowie obchodziła Jubileusz 100-lecia konsekracji świątyni. Jako wotum wdzięczności na ten Jubileusz, dzięki staraniom obecnego księdza proboszcza Andrzeja Aniszczyka i wiernych parafii, w kościele został zamontowany nowy marmurowy ołtarz. Konsekrował go, w dniu 18 czerwca 2004 roku ksiądz biskup Wiesław Alojzy Mering, ordynariusz diecezji włocławskiej.